# Cathlanaquiah
Cathlanaquiah /=  'people of the river Naqoaix' , / pleme američkih Indijanaca porodice chinookan, koje je u vrijeme dolaska ekspedicije Lewisa i Clarka (1806) živjelo na jugozapadu otoka Wappatoo (današnji Sauvie) u okrugu Multnomah u Oregonu. Populacija im je tada procjenjena na oko 400. Swanton ih nabraja među plemenima Multnomah koja su nastanjivala spomenuti otok. Razni autori nazivaju ih i Nekuaix (Gatschet), Gatlánakoa-iq, Cathlanahquiah i Cath-lah-nah-quiah (Lewis & Clark), Cathlanaquiah (Drake).